# Peter Schmeichel Soccer
Peter Schmeichel Soccer is een videospel voor de platforms Commodore Amiga. Het spel werd uitgebracht in 1994. 